# Бекства
Бекства је југословенски партизански филм из 1968. године, који је режирао Радош Новаковић а сценарио су писали Мухарем Первић и Радош Новаковић.
Филм је снимљен по истинитом догађају, који се одиграо 22. августа 1941. године, када је група од 32 робијаша-комуниста, побегла из затвора у Сремској Митровици.
Поред овог филма, о овом догађају снимљен је и 1978. године филм Стићи пре свитања у режији Александра Ђорђевића.

## Радња
Група комуниста заточена у тамници предратне Југославије, са избијањем рата и пред опасношћу од могућег стрељања, одлучује се на бекство. Почиње копање тунела, али вода угрожава овај пут. Остаје само да се јуриша на стражу. У тој грозничавој атмосфери, старе дилеме избијају на површину. Један од затвореника, мучен комплексом издаје, не жели да изађе на слободу, сматрајући да више не заслужује да буде револуционар. И док се остали спремају да учине очајнички покушај, он, тражећи смрт, открива да се вода из тунела повукла.

## Улоге
| Глумац                   | Улога                   |
| ------------------------ | ----------------------- |
| Душан Ђурић              | Слободан Раденик        |
| Велимир Бата Живојиновић | Витор                   |
| Љуба Тадић               | Троскот                 |
| Славко Симић             | Крајновић               |
| Слободан Алигрудић       | Албрeхт                 |
| Љубомир Ћипранић         | жандарм                 |
| Риста Ђорђевић           |                         |
| Драгутин Добричанин      | Бранко                  |
| Љиљана Газдић            | часна сестра            |
| Милан Гутовић            | Бошко Палковљевић Пинки |
| Богдан Јакуш             |                         |
| Душан Јанићијевић        | бојник Омербашић        |
| Јован Јанићијевић Бурдуш | стражар                 |
| Славка Јеринић           | Мара                    |
| Растислав Јовић          | Јернеј                  |
| Мирољуб Лешо             | Затвореник              |
| Људмила Лисина           | Јелена                  |
| Маријан Ловрић           |                         |
| Петар Лупа               |                         |
| Златко Мадунић           | Управник Карловић       |
| Раде Марковић            | Јово                    |
| Слободан Николић         |                         |
| Јулије Перлаки           | Антун Дежман            |
| Никола Симић             | Бановић                 |
| Љубо Шкиљевић            | човек у затвору         |
| Мида Стевановић          | Месингер                |
| Јосиф Татић              | Грујић                  |
| Миливоје Томић           | управник затвора        |
| Власта Велисављевић      | Лазица                  |
| Саша Виолић              |                         |
| Александар Волић         |                         |
| Душан Вујисић            | Стражар                 |
| Драган Зарић             | Синиша                  |
| Ратко Милетић            |                         |